# 9421 Violilla
9421 Violilla este un asteroid din centura principală de asteroizi.

## Descriere
9421 Violilla este un asteroid din centura principală de asteroizi. A fost descoperit pe 24 decembrie 1995 la Church Stretton de Stephen P. Laurie
. El prezintă o orbită caracterizată de o semiaxă mare de 2,38 ua, o excentricitate de 0,13 și o înclinație de 4,1° în raport cu ecliptica.